# Joyce Chin
Joyce Chin est une dessinatrice de comics américaine. Elle a travaillé pour Marvel Comics, DC Comics, Dynamite Comics, Image Comics, Malibu Comics, Chaos! Comics, Dark Horse Comics, etc., surtout en tant qu'artiste de couverture. En 2017, elle reçoit un prix Inkpot.

## Carrière
Les premiers travaux de Joyce Chin sont pour DC Comics où elle dessine Guy Gardner Warrior. Par la suite elle dessine de nombreuses couvertures alternatives, des mini-séries et des projets spéciaux dont l'adaptation de Xena: Warrior Princess, Vampirella, l'adaptation de Tomb Raider, Red Sonja et Wynonna Earp ,. Elle collabore souvent avec son mari Arthur Adams, la scénariste Gail Simone et Ivan Nunes,,.

## Style
Le travail de Chin sur Vampirella a été comparé à celui de Mucha Her depictions of superheroes and warriors has been grounded in her belief that costumes need to match the attitude of the characters wearing them.

## Œuvres
- Action Comics #820, (décembre 2004), couverture (avec Art Adams), (DC Comics)
- Alice Cooper Vs. Chaos! 1-6 (août 2015 - février 2016), couverture, (Dynamite Entertainment)
- All-New Wolverine #9, (août 2016), Civil War couverture (avec Nei Ruffino), (Marvel Comics)
- All-New Wolverine #14, (janvier 2017), Divided We Stand couverture alternative (avec Chris Sotomayor), (Marvel Comics)
- The All New Exiles #8, (mai 1996), couverture, dessin, (Malibu Comics)
- The Art of Red Sonja #1 (janvier 2011), dessin, (Dynamite Entertainment)
- Battlezones: Dream Team #1, (mars 1996), dessin, Marvel
- Black Panther #18, (novembre 2017), Venomized Villains couverture alternative (avec Andrew Crossley), Marvel
- Chastity: Re-imagined #1, (juillet 2002), couverture (avec Amanda Conner, Atomic Paintbrush, and Jimmy Palmiotti), (Chaos! Comics)
- Dark Horse Presents Annual #1999, (août 1999), couverture (avec Christian Zanier, Mike Mignola, Paul Chadwick, Phillip Norwood, Sergio Aragonés, Shannon Eric Denton, Stan Sakai, and Walden Wong), (Dark Horse Comics)
- Deadpool the Duck #5 (mai 2017), couverture alternative (avec Rachelle Rosenberg) Marvel
- Evil Ernie #3 -6 , (janvier - avril 2015), Subscription couverture, (Dynamite Entertainment)
- Fantastic Four 100 Project #1, (novembre 2012), dessin, (Hero Initiative)
- Gatecrasher #5, (décembre 2000), dessin, (Black Bull Comics)
- Green Lantern 80-Page Giant #3, (août 2000), DC
- Guy Gardner Annual #1, (juin 1995), couverture, DC
- Guy Gardner : Warrior Annual #1, (janvier 1995), couverture (avec Dan Panosian), DC
- Guy Gardner : Warrior #31-32, (juin - juillet 1995), dessin, DC
- Guy Gardner : Warrior #35, (octobre 1995), dessin, DC
- Guy Gardner : Warrior #42, (mai 1996), couverture (avec Dan Panosian and Scott Baumann), dessin, DC
- Hellchild Inferno One-Shot (mars 2018), couverture A (avec Ceci de la Cruz) (Zenescope Entertainment)
- Heroes of Power: The Women of Marvel - All-New Marvel Treasury Edition #1 (décembre 2016), couverture, Marvel
- Hero Premiere Edition #5, (1993), Coloriste, (Warrior Publications)
- Hulk Team-Up #1, (novembre 2009), dessin, Marvel
- Justice League America #101, (juillet 1995), dessin, DC
- Lady Death: Re-Imagined #1, (juillet 2002), couverture (avec Al Rio, Christian Gossett, and Hi-Fi), (Chaos! Comics)
- Lady Demon #1 - 4, (décembre 2014 - avril 2015), couverture A, Retailer Incentive "Black & White" couverture et "Blood Red" couverture, Dynamite Entertainment
- Lady Rawhide/Lady Zorro 2-4, (avril - juillet 2015), couverture (avec Ivan Nunes), Retailer Incentive "Black & White" couverture et High-End "Blood Red" couverture, Dynamite Entertainment
- Legionnaires #28, (août 1995), dessin, DC
- Legionnaires #2 (mai 2018), dessin DC
- Mantra: Infinity #Infinity, (septembre 1995), dessin, Malibu
- Marvel Comics Presents #5 - 7, (janvier - mars 2008), dessin, Marvel
- Marvel Swimsuit Special #4, (1995), dessin, Marvel
- Mighty Thor #6, (juin 2016), Civil War couverture alternative (avec Laura Martin), Marvel
- Mighty Thor #22, (octobre 2017), Marvel vs. Capcom Infinite couverture alternative (avec Rachelle Rosenberg), Marvel
- Monster War #1 -4, (mai - septembre 2005), couverture (avec Eric Basaldua, Joe Weems, Joseph Michael Linsner, Marc Silvestri, Rick Basaldua, Scott Kester, Steve Firchow, and Tom Sniegoski),dessin, (Top Cow Productions)
- Moon Girl and Devil Dinosaur #13, (janvier 2017), STEAM (Science Technology Engineering Art & Math) couverture alternative (avec Chris Sotomayor), Marvel
- More Fund Comics #1, (septembre 2003), dessin, (Sky-Dog Press)
- Mosaic #3 (février 2017), XCI couverture alternative, Marvel
- Ms. Marvel #13, (janvier 2017), Divided We Stand couverture alternative (avec Chris Sotomayor), Marvel
- The New Avengers 100 Project #1, (janvier 2011), couverture, Marvel
- Night Tribes #1, (May 1999), couverture, dessin, (WildStorm)
- The Official Handbook of the Invincible Universe 1 et 2, (novembre 2007 - janvier 2008), dessin, Image Comics
- Tomorrow Stories Book 2 #2, (janvier 2004), dessin, Wildstorm
- Top Cow Preview #1, (mars 2005), dessin, Top Cow
- Patsy Walker, A.K.A. Hellcat! #10, (novembre 2016), The Defenders couverture alternative (avec Frank D'Armata), Marvel
- Peter Parker: Spider-Man / Elektra '98 #1, (octobre 1998), dessin, Marvel
- Purgatori #1 - 5, (septembre 2014 - janvier 2015), couverture alternative A (avec Ivan Nunes) et couverture "Virgin Art", Dynamite Entertainment
- Red Sonja #23, (juin 2007), Cover (avec Gregory Homs, Joe Prado, and Stephen Segovia), Dynamite Entertainment
- Red Sonja #50, (juin 2010), dessin, Dynamite Entertainment
- Red Sonja #12 (septembre 2014), couvertures alternatives  Dynamite Entertainment
- Rose #3 (juin 2017), couverture alternative B Image Comics
- Savage Tales #3, (août 2007), dessin, Dynamite Entertainment
- Secret Empire: Brave New World #1 (août 2017), Stan Lee Collectibles Exclusive couverture alternative (avec Rachelle Rosenberg) Marvel
- Spider-Man #3, (juin 2016), Civil War couverture alternative, Marvel
- Superman/Batman #26, (juin 2006), dessin, DC
- Superman: In the Name of Gog #1, (décembre 2005), couverture (avec Art Adams), DC
- Superman: Silver Banshee #1 - 2, (décembre 1998 - janvier 1999), dessin, DC
- Superman Villains: Secret Files & Origins #1, (juin 1998), dessin, DC
- Super Ego: Family Matters #1 (juin 2014), dessin, (Magnetic Press)
- Swords of Sorrow #1 (May 2015), couverture (avec Ivan Nunes) Dynamite Entertainment
- Swords of Sorrow: Black Sparrow & Lady Zorro #1 (juin 2015), couverture, Dynamite Entertainment
- Swords of Sorrow: Chaos! Prequel #1 (May 2015), couverture, Dynamite Entertainment
- Thundercats Sourcebook #1, (janvier 2003), dessin, WildStorm
- Tomb Raider: Sphere of Influence #1, (janvier 2004), dessin, Top Cow
- Tomorrow Stories #11, (octobre 2001), dessin, (America's Best Comics)
- Vampirella #20, (2003), couverture (avec Amanda Conner, Haberlin Studios, and Jimmy Palmiotti), (Harris Comics)
- Vampirella #100 (janvier 2015), couverture (avec Ivan Nunes), Dynamite Entertainment
- Vampirella Comics Magazine #7, (octobre 2004), dessin, Harris
- Vampirella: Feary Tales #5 (février 2015), couvertures alternatives (avec Ivan Nunes) Dynamite Entertainment
- Vampirella Quarterly: Winter 2008 #1, (mars 2008), couverture (avec Al Rio, Matt Haley, and Michael Kelleher), Harris Comics
- Vampirella/Witchblade: The Feast #1, (2005), dessin, couverture (avec Amanda Conner, Justin Gray, and Tone Rodriguez), Harris Comics
- Wildstorm Universe '97 Sourcebook #3, (janvier 1997), dessin, WildStorm
- Witchblade/The Magdalena/ Vampirella #1, (juin 2004), couverture, dessin, Top Cow
- Witchblade / Vampirella / The Magdalena / Lara Croft Tomb Raider #1, (août 2005), dessin, couverture (avec Art Adams, Billy Tan, and Beth Sotelo), Top Cow
- Witch Hunter #1, (1996), couverture, dessin, Malibu
- Wolverine: Weapon X 100 Project #1, (décembre 2009), dessin, Marvel
- Wynonna Earp #1 -5, (décembre 1996 - avril 1997), couverture (avec Jim Lee), dessin, Image Comics
- Wynonna Earp #1 (octobre 2013), dessin, (IDW Publishing)
- Wynonna Earp: Strange Inheritance #1 (avril 2016), dessin, IDW Publishing
- Xena Warrior Princess #1-2 et 4, (septembre - octobre et décembre 1999), dessin, Dark Horse Comics
- Xena: Warrior Princess #2, (septembre 1997), dessin, Topps Comics
- Xena: Warrior Princess #1, (août 1997), dessin, Topps Comics
- Xena: Warrior Princess : Classic Years Omnibus #1 (juin 2017), dessin (avec Ivan Reis, Fabiano Neves, Clint Hilinksi, Mike Deodato, Jr., et Davide Fabbri) Dynamite Entertainment
- X-Men '92 #2, (juin 2016), couverture alternative, Marvel Comics
- 1001 Arabian Nights: The Adventures of Sinbad #11, (juillet 2010), couverture (avec Jason Embury, Talent Caldwell, and Tom Smith), (Zenescope Entertainment

## Récompense
Chin a reçu un prix Inkpot en 2017.